# Associazioni Italiane in Sud America

Logo

De Associazioni Italiane in Sud America (Nederlands: Associatie van Italianen in Zuid-Amerika), is een Italiaanse politieke partij die alleen actief is onder Italiaanse kiezers die in Zuid-Amerika wonen.
Bij de Italiaanse parlementsverkiezingen van 2006 verwierf de partij één zetel in de Kamer van Afgevaardigden en één in de Senaat. De partij is thans vertegenwoordigt door Pallaro Luigi (Senaat) en Merlo Ricardo Antonio (Kamer van Afgevaardigden).

## Zetelverdeling

### Kamer van Afgevaardigden
| Jaar | Zetels |
| ---- | ------ |
| 2006 | 1      |

### Senaat
| Jaar | Zetels |
| ---- | ------ |
| 2006 | 1      |